# Книгопечатание

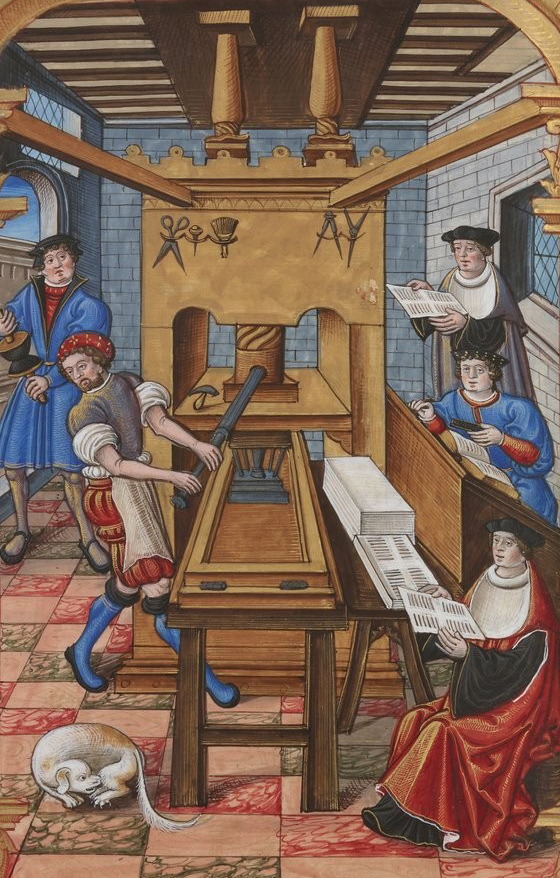
Французская типография в начале XVI века

Книгопеча́тание — процесс создания печатной продукции (книг). Термин обычно употребляют в историческом контексте.

## История книгопечатания
Книгопечатание было изобретено трижды: в Китае, в Корее и в средневековой Европе. Первой печатной книгой считают буддийский свиток-амулет «Сутра великого заклинания незапятнанного чистого света» (кор. 무구정광대다라니경, 無垢淨光大陀羅尼經, Мугу чонгван дэ тарани гён), созданный с помощью ксилографии в Корее в период с 704 по 751 год и найденный в 1966 году вместе с другими реликвиями во время реставрации храма Пульгукса в Кёнджу.
В Китае книгопечатание изобретено, по одним данным (Julien, «Documents sur l’art d’imprimerie»), в 581 году н. э., а по китайским источникам — между 935 и 993 годами (подробнее см. четыре великих изобретения). Первым точно датированным печатным текстом является китайская ксилографическая копия буддийской Алмазной сутры, изданная в 868 году.
Штучная печать
Техника штучной печати для воспроизведения текста, рисунков и изображений широко использовалась по всей Восточной Азии. Она возникла в Древнем Китае как метод печати на текстиле, а затем и на бумаге. Самые ранние сохранившиеся образцы, напечатанные на ткани, являются китайскими и датируются не позднее 220 года н. э. Ближайшие по времени западные образцы относятся к IV веку и принадлежат Древнему Египту эпохи римского правления.

### В Восточной Азии
Самые ранние сохранившиеся гравюры происходят из Китая эпохи династии Хань (до 220 года н. э.), они использовались для оттиска на шёлке трёхцветных изображений цветов, а самый ранний пример гравюры на бумаге, также китайский, относится к середине седьмого столетия.
В девятом веке печать на бумаге уже профессионально практиковалась, именно этим периодом датирована первая сохранившаяся полная печатная книга — Алмазная сутра (находящаяся ныне в Британской библиотеке). В десятом веке были напечатаны 400 тысяч копий некоторых сутр и картин, выходила конфуцианская классика. Опытный печатник за один день мог напечатать до 2000 листов, состоящих из двойных страниц.
Из Китая книгопечатание распространилось в Корею и Японию, которые использовали китайские логограммы; методы китайской печати также применялись в Турфане и Вьетнаме с использованием других шрифтов. Однако в отличие от другого изобретения — бумаги, техника книгопечатания так никогда и не была заимствована исламским миром.

### На Ближнем Востоке
Штучная печать на ткани появилась в римском Египте к четвёртому столетию. Ксилография, названная по-арабски «тарш», была развита в арабском Египте в IX—X столетиях, применяясь главным образом, для молитв и письменных амулетов. Есть некоторые причины полагать, что эти печатные оттиски (гравюры) были сделаны из недеревянных материалов, возможно из олова, свинца или глины. Используемые методы, кажется, имели очень мало влияния за пределами мусульманского мира. Хотя Европа приняла печать деревянной гравюры от мусульманского мира, первоначально для оттиска на ткани, техника металлической ксилографии в Европе осталась неизвестной. Позже ксилография вышла из употребления в исламской Средней Азии после того, как из Китая была перенята печать подвижного типа.

### В Европе
Впервые в христианской Европе методика оттиска на ткани появилась около 1300 года. Изображения, оттиснутые на ткани для религиозных целей, могли быть довольно большими и сложными, и когда бумага стала относительно легко доступной, около 1400 года, тут же получили распространение небольшие гравюры на религиозные темы и игральные карты, напечатанные на бумаге. Массовое производство печатной бумажной продукции началось примерно с 1425 года.
Годом изобретения книгопечатания считается 1445 год. Суть изобретения состояла в том, что Иоганн Гутенберг предложил использовать для набора текста отдельные металлические буквы — литеры, которые располагали в нужном порядке в специальных ячейках. Литеры вручную покрывали краской, а затем прижимали к листу бумаги в станке. В итоге получается оттиск страницы книги. На станке, созданном Гутенбергом, можно было изготовить 100 оттисков одного листа за час. Первыми печатными книгами стали Библия и Псалтырь, изданные на латинском языке.

## Технология
Печатание производилось следующим образом: на деревянных козлах, на которых вырезались выпуклые буквы, наносили жидкую краску, затем сверху накладывали лист бумаги и тёрли мягкой щёткой. Этот способ печати, употреблявшийся и в Средние века нидерландскими печатниками на деревянных печатных досках, сохранился в Китае до начала XX века; попытка иезуитов-миссионеров в XVII веке вырезать слова из меди не прижилась.
Уже в гробницах Фив и Вавилона находили кирпичи с вытиснутыми надписями; у ассирийцев для летописей служили цилиндры из жжёной глины с вырезанными буквами; в Афинах вырезали географические карты на тонких медных досках; римские горшечники на изготавливаемой ими посуде отпечатывали имя заказчика или обозначение цели, для которой она предназначена. Богатые римляне, чтобы облегчить детям изучение грамоты, давали им буквы, вырезанные из слоновой кости или из металла, из которых дети учились составлять отдельные слова; Цицерон, рассказывая об этом, излагает в ясных выражениях основной принцип набора слов.
В Средние века, после крестовых походов, когда усилилось стремление к образованию, деятельность монахов, занимавшихся переписью книг (манускриптов), перестала удовлетворять возраставшие потребности. С XIII века начали вырезать картинки на досках с текстом, вначале весьма кратким. Впоследствии текст начал занимать больше места, чаще в виде составленной из слов ленты, исходящей из уст действующего лица; следом начали печатать книги, состоявшие из одного текста, без рисунков. Для печати изготавливались тонкие металлические пластины, на которых вырезались значки. Существовало несколько методов:
- линии очертания букв оставлялись, а всё остальное срезалось;
- в доске вглубь вырезалось очертание букв — тогда буквы при печатании выходили белыми, а всё остальное оставалось чёрным.

### Ксилография
Позднее начали вырезать текст ножом на деревянных досках; это так называемая ксилография. Древнейшее дошедшее до нас произведение этого искусства, имеющее на себе дату печатания, относится к 1423 году (см. «Библия бедных»). Производилось ли печатание с помощью станка или с помощью щёток — неизвестно; во всяком случае дошедшие книги печатались лишь с одной стороны листа. Из книг, напечатанных этим способом, наиболее известны так называемые «Донаты» (сочинение римского грамматика Элия Доната). Не доказано, что «Донаты» были напечатаны много раньше изобретения Гутенберга; с другой стороны, известно, что печатными досками пользовались ещё долго после Гутенберга; ксилография также существовала в 1475, в 1482 и даже в 1504 годах.

### Наборный шрифт

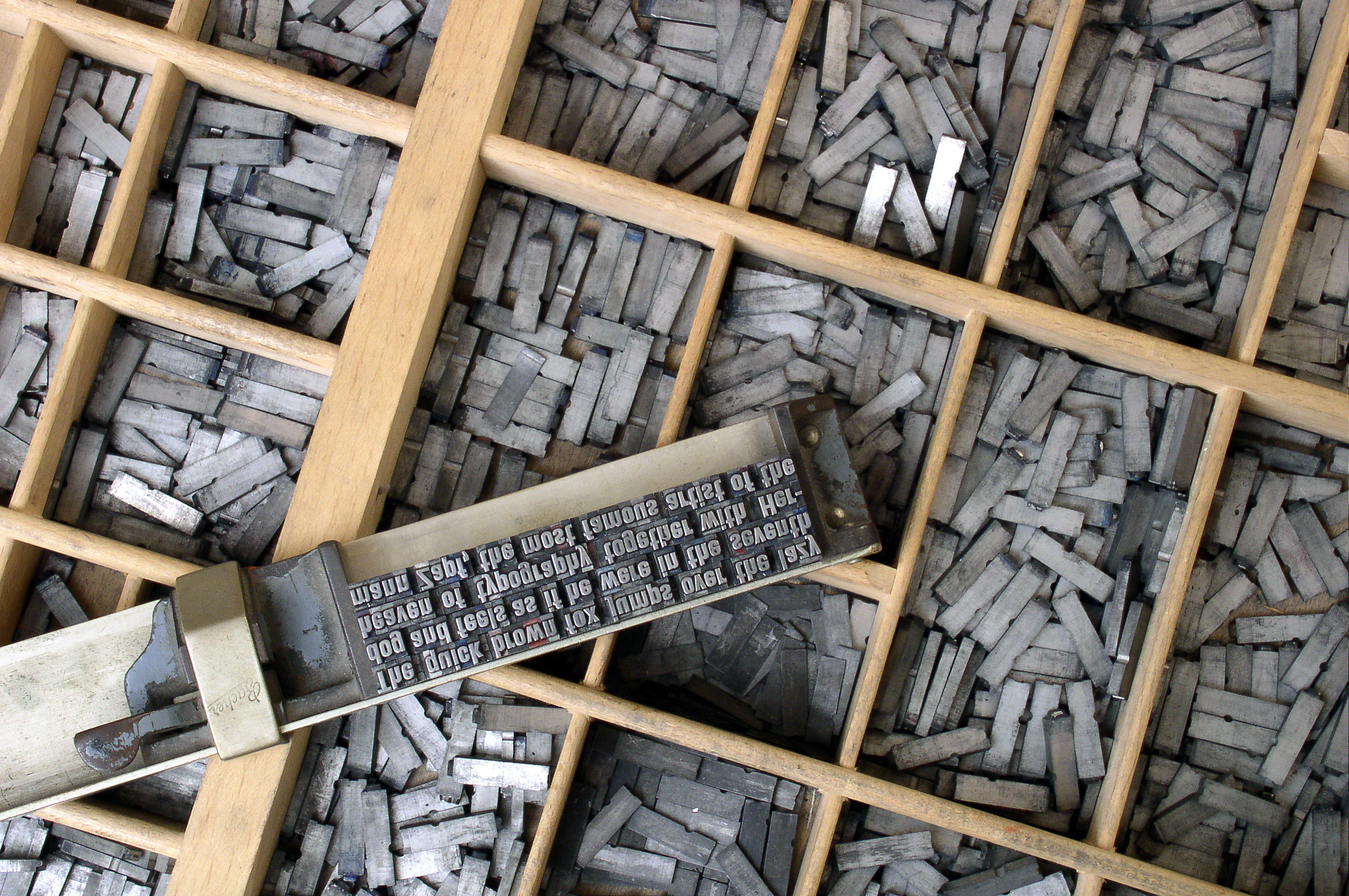
Наборная касса с литерами

История книгопечатания в современном смысле этого слова начинается с того момента, когда стали изготавливать металлические, подвижные, выпуклые буквы, вырезанные в зеркальном отображении. Из них набирали строки и с помощью пресса оттискивали на бумаге.
Между 1041 и 1049 годами китаец Би Шэн придумал изготавливать наборный шрифт из обожжённой глины, но этот способ получил меньшее распространение, чем ксилография, так как в китайской письменности тысячи иероглифов и поэтому изготовление наборного шрифта было слишком трудоемким.
В Корее времён династии Корё в 1377 году с помощью подвижного шрифта из металла была напечатана книга «Антология учения великих монахов об обретении духа Будды с помощью практики Сон Пэгуна Хвасана» (Чикчи).
В Европе наборный шрифт появился во второй трети XV века, и почти все исследователи приписывают его немцу Иоганну Гутенбергу. Иоганн Ментелин в Страсбурге, имевший типографию уже в 1458 году, и Пфистер в Бамберге, считавшиеся ранее первыми печатниками, должны быть признаны учениками Гутенберга. Почти все западноевропейские народы оспаривали у немцев честь изобретения книгопечатания. Наиболее убедительно отстаивали свои притязания голландцы, ссылающиеся на изобретение книгопечатания Лауренсом Янсзоном Костером.
У итальянцев Памфилио Кастальди в Фельтре считался изобретателем подвижных букв: как рассказывают, он не придавал своему изобретению никакого значения, уступил его Фусту, который с товарищами воспользовался им, учредив типографию в Майнце. Однако до нас не дошло ни одной строчки, напечатанной Кастальди, которая могла бы подтвердить достоверность этого рассказа.
К свидетельствам современников, говорящим в пользу Гутенберга, нужно отнести указание Петера Шеффера, зятя Фуста и продолжателя его дела: в издании «Институций Юстиниана» 1468 году он указывает на Гутенберга и Фуста как на первых печатников. Движимый родственным чувством, он, вероятно, приписал и Фусту честь изобретения, принадлежащего одному Гутенбергу. В 1472 году Вильгельм Фише, ректор Парижского университета, в письме к Роберту Гагену говорит: «Передают, что недалеко от города Майнца был некто Иоанн Бонемонтан (Гутенберг), который первый выдумал искусство книгопечатания». Матвей Пальмерий, в продолжении «Хроники» Евсевия, напечатанном в 1483 году в Венеции, указывает, что «искусство печатать книги было изобретено в 1440 г. Гутенбергом в г. Майнце». Наконец, Иоанн Шеффер, сын Петера Шеффера, в посвящении к переводу Тита Ливия 1505 года указывает на Гутенберга как на первого печатника, хотя в других местах приписывает это изобретение Фусту.

## Первопечатные книги
Первопечатные книги (инкунабулы) сохранились в крайне незначительном числе экземпляров; они совершенно сходны с рукописными книгами, как в шрифте, так и по своей внешности. Первопечатники во всём подражали рукописям, потому что последние ценили гораздо дороже, и люди в первое время по привычке требовали рукописи, подозревая в печати вмешательство дьявола; на первых печатных экземплярах, выпускавшихся в виде рукописей, не отмечалось ни года, ни места напечатания, ни имени типографа.

## История цветной печати

### Раймондо де Сангро
Раймондо де Сангро, купив 25 октября 1745 года у падре Ильянеса, приехавшего из Чили, рукопись Historia et rudimenta linguae piruanorum (1600—1638), составленную на основе секретного документа «Exsul immeritus blas valera populo suo» и написанную иезуитскими миссионерами в Перу Джованни Антонио Кумисом и Джованни Анелло Оливой, включил в свою книгу «La Lettera Apologetica» (1750) многие знаки токапу из капак-кипу, правда переделав их и придав им закругленные, а не квадратные формы.
В 1747 году Мадам де Графиньи издала свои «Письма перуанки», в которых знатная перуанка Силия (Zilia) использовала кипу для записей и переводила сразу на французский. В «Письме XVI» Графиньи приводит описание кипу как письменности. Книга была переиздана в 1749 году. Издатель сборника «Colección de documentos literarios del Perú» (1874) Мануэль де Одриосола (Manuel de Odriozola) предположил, что эти письма послужили «одному итальянцу из Академии де ла Круска и одной графине, той же национальности, написать толстый том „в одну четверть“, озаглавленный „Apologea de los quipos“. Использовав Гарсиласо, автор столь уверенно использует грамматику, словарь из кипу, представляющие собой кипуграфию, позаимствованную от некого Кипу-Камайока из инков, но как бы они не ошибались в своих предположениях».
Именно в этой книге, имевшей полное название «Lettera Apologetica dell’Esercitato accademico della Crusca contenente la difesa del libro intitolato Lettere di una Peruana per rispetto alla supposizione de' Quipu scritta dalla Duchessa di S*** e dalla medesima fatta pubblicare», использовано 40 «ключевых слов» якобы древней системы записи Инков. Ключевые слова в кипу были раскрашены разными цветами и имели форму круга. Метод цветной печати был неизвестен на то время и изобретён самим Раймондо.
Как видно, именно Мадам де Графиньи (графиня S***) и князя Раймондо де Сангро (являлся академиком де ла Круска) имел в виду Одриосола.
Публикация князем книги «La Lettera Apologetica», содержавшей опасные еретические мысли, привело к отлучению Раймондо де Сангро от Церкви папой Бенедиктом XIV в 1752 году.